# La caduta della casa degli Usher (miniserie televisiva)
La caduta della casa degli Usher (The Fall of the House of Usher) è una miniserie televisiva statunitense ideata da Mike Flanagan.

## Trama
L'amministratore delegato di un'azienda farmaceutica corrotta affronta il proprio discutibile passato quando i suoi figli iniziano a morire nei modi più misteriosi e brutali.

## Personaggi e interpreti

### Personaggi principali
- Verna, interpretata da Carla Gugino, doppiata da Claudia Catani: una donna misteriosa, nonché figura che appare in modo ricorrente ai membri della famiglia Usher e a chi sta loro vicino, spesso in momenti particolari.

- Roderick Usher, interpretato da Bruce Greenwood (adulto), Zach Gilford (giovane) e Graham Verchere (adolescente), doppiato da Antonio Sanna (adulto), Stefano Crescentini (giovane) e Giulio Bartolomei (adolescente): patriarca della dinastia Usher e colui che ha portato l'azienda farmacologica "Fortunato" al suo massimo successo grazie all'invenzione del fittizio "Ligodone", un forte antidolorifico molto venduto ma attualmente fortemente discusso a causa dei suoi gravi effetti collaterali, che hanno portato a un processo giudiziario contro la sua azienda. Essendo cresciuto in povertà, insieme alla sorella gemella Madeline, da una madre single estremamente religiosa e mai riconosciuto e ignorato dal padre biologico, che era a sua volta un importante esponente del settore farmacologico, Roderick ha sviluppato un forte senso di responsabilità verso tutti e sei i suoi figli, legittimi e illegittimi, tale da considerarsi direttamente artefice della morte di ognuno di loro, delle quali racconta di puntata in puntata.

- Madeline Usher, interpretata da Mary McDonnell (adulta), Willa Fitzgerald (giovane) e Lulu Wilson (adolescente), doppiata da Fabrizia Castagnoli (adulta), Elena Perino (giovane) ed Emma Grasso (adolescente): altra esponente di spicco della dinastia Usher, Madeline è una donna cinica e risoluta, con un approccio nettamente più subdolo di suo fratello. Come suo fratello gemello, Madeline ha vissuto una vita dura ed è stata lei per prima a capire di essere figlia illegittima del capo di sua madre (oltre a intuirne la natura crudele) e ciò fa sì che lei diventi particolarmente ambiziosa e spietata nel corso del tempo. È trattata con particolare rispetto dai suoi nipoti ed è molto legata alla sua pronipote Lenore.

- Charle Auguste "C. Auguste" Dupin, interpretato da Carl Lumbly (adulto) e Malcolm Goodwin (giovane), doppiato da Franco Mannella (adulto) e Raffaele Carpentieri (giovane): assistente procuratore nonché vecchia conoscenza di Roderick che da anni cerca di far incriminare la Fortunato, gli effetti dannosi del Ligodone e svariati anni di insabbiamenti e irregolarità ambientali e di sicurezza adoperate dalla stessa azienda. Decide di incontrare e intervistare Roderick, che gli racconta dei tanto tragici quanto bizzarri eventi che hanno portato alla morte dei suoi figli.

- Frederick Usher, interpretato da Henry Thomas, doppiato da Francesco Bulckaen: figlio primogenito di Roderick nato dall'unione con la prima moglie Annabel Lee. È sposato con l'affascinante Morelle e hanno una figlia, Lenore. Frederick è uno dei principali CEO dell'azienda di famiglia e la sua costante ricerca dell'approvazione paterna, nonché il suo costante cercare di eguagliarlo, lo rende oggetto di scherno da parte dei fratellastri, che lo soprannominano "Froderick".

- Tamerlane "Tammy" Usher in Wilson, interpretata da Samantha Sloyan, doppiata da Francesca Fiorentini: figlia secondogenita di Roderick, nata dall'unione con la prima moglie Annabel Lee. Tammy è coinvolta in misura minore nelle attività dell'azienda di famiglia ed è sposata con William Wilson, famoso fitness coach televisivo noto come "Bill-T", del quale gestisce il suo franchising, chiamato "Goldbug", e con il quale condivide il fetish per il voyeurismo. Insieme a suo fratello Friedrick, Tammy non prova particolare affetto verso i fratellastri, che chiama "i bastardi", e nutre una forte idiosincrasia verso Juno, l'attuale moglie di suo padre, al punto di non volerne nemmeno riconoscere l'esistenza.

- Victorine LaFourcade, interpretata da T'Nia Miller, doppiata da Barbara De Bortoli: prima figlia illegittima di Roderick, Victorine è una cardiochirurga e sviluppa e ricerca dispositivi medici per conto dell'azienda di famiglia insieme alla sua fidanzata, Alejandra Ruiz, anche lei cardiochirurga del team. Come gran parte dei suoi familiari, Victorine è estremamente ambiziosa e la sua immagine pubblica di dottoressa altruista che usa la ricerca scientifica per aiutare prossimo non è che una facciata che nasconde una persona senza scrupoli, disposta a tutto pur di realizzare i suoi scopi.

- Napoleon "Leo" Usher, interpretato da Rahul Kohli, doppiato da Edoardo Stoppacciaro: secondo figlio illegittimo di Roderick, legittimato verso i suoi diciotto anni, Leo ha preferito non lavorare nel settore farmaceutico ed è uno sviluppatore di videogame. È spesso infantile e non riconosce i propri limiti, è felicemente fidanzato già da tempo con Jules, nonostante sia un fedifrago recidivo, ed è l'unico ad andare d'accordo con Perry e Camille.

- Camille L'Espanaye, interpretata da Kate Siegel, doppiata da Mattea Serpelloni: terza figlia illegittima di Roderick, Camille è a capo del dipartimento delle pubbliche relazioni dell'azienda di famiglia. Camille si presenta come una donna arrogante, dispotica, molto intransigente sul lavoro. È pressoché anaffettiva verso i membri della sua famiglia, che non esita in più occasioni a criticare e sminuire, inoltre ha una relazione ambigua con i suoi giovani assistenti, Toby e Tina.

- Prospero "Perry" Usher, interpretato da Sauriyan Sapkota, doppiato da Alex Polidori: quarto e ultimo figlio illegittimo di Roderick, Perry è un ragazzo estremamente dissoluto e privo di inibizioni, fattore che desta spesso imbarazzo da parte dei suoi familiari, soprattutto per l'impatto che la sua condotta ha nella scena pubblica. Come il fratellastro Leo, Perry non nutre alcun interesse per l'azienda di famiglia e vuole affermarsi nel mondo della vita mondana notturna e aprire una catena di esclusivi e scandalosi night club nel mondo.

- Annabel Lee ex Usher, interpretata da Katie Parker, doppiata da Eleonora Reti: prima moglie di Roderick e madre dei suoi primi due figli, Frederick e Tamerlane; ama profondamente Roderick, tanto da sostenerlo per tutta la durata del processo al quale dovrà testimoniare e dare un aiuto ad Auguste, al fine di far affondare la compagnia dove lavora, ma, dopo il tradimento di Roderick ai danni del procuratore, decide di andarsene e portare con sé i bambini, che in un secondo momento decideranno di vivere sulle spalle del padre, arricchitosi con le sue azioni farmaceutiche e questa perdita la porterà al suicidio.

- Juno in Usher, interpretata da Ruth Codd, doppiata da Antilena Nicolizas: attuale e controversa moglie di Roderick. Juno è malvista dai figliastri in quanto è molto più giovane del loro padre e ha un passato di smodata dipendenza dalle droghe. È proprio grazie a questa circostanza che conosce il marito, quando viene ricoverata in ospedale per la perdita di una gamba e, nonostante abbia assunto massicce dosi di Ligodone, rimane relativamente in salute; continua ad assumere tale sostanza in quantità significative.

- Morelle in Usher, interpretata da Crystal Balint, doppiata da Tatiana Dessi: moglie di Frederick e madre della loro unica figlia, Lenore. Ha una passione per l'arte della decorazione di torte. È altamente infelice e repressa dal suo matrimonio, tanto da accettare l'invito di Perry al suo party depravato, dove rimarrà gravemente ustionata dalla pioggia acida che cade sui partecipanti della festa e di cui sarà l'unica sopravvissuta.

- Lenore Usher, interpretata da Kyliegh Curran, doppiata da Lucrezia Roma: nipote di Roderick, figlia unigenita di Frederick e sua moglie Morelle. Lenore è molto intelligente e molto affezionata soprattutto alla prozia Madeline; nonostante la giovanissima età riesce già a intravedere le numerose controversie della sua famiglia e della rispettiva azienda.

- Arthur Gordon Pym, interpretato da Mark Hamill, doppiato da Luca Biagini: è il procuratore legale della famiglia Usher. È il più fedele alleato di Roderick e Madeline e non esita ad affrontare le più disparate situazioni per loro conto. Il suo nome completo, Arthur Gordon Pym, è lo stesso del protagonista dell'unico romanzo scritto da Edgar Allan Poe, pubblicato nel 1838, Le avventure di Arthur Gordon Pym.

### Personaggi secondari
- Rufus Wilmot Griswold, interpretato da Michael Trucco, doppiato da Mauro Gravina: datore di lavoro di Roderick, che verrà murato vivo da Roderick e Madeline nella notte di Capodanno del 1980.

- William "Bill-T" Wilson, interpretato da Matt Biedel, doppiato da Stefano Alessandroni: istruttore di fitness e marito di Tamerlane.

- Eliza Usher, interpretata da Annabeth Gish, doppiata da Giò Giò Rapattoni: madre di Roderick e Madeline, avuti col suo datore di lavoro, William Longfellow. Morirà a seguito di un lungo periodo di malattia, dopo aver strangolato il padre dei propri figli.

- William Longfellow, interpretato da Robert Longstreet, doppiato da Dario Oppido: ricco imprenditore e fondatore di un'attività farmaceutica. È il padre biologico di Roderick e Madeline, nonostante non li riconosca come tali. Muore strangolato sotto il portico da Eliza.

- Dr. Alessandra "Al" Ruiz, interpretata da Paola Núñez, doppiata da Francesca Manicone: compagna di Victorine, nonché sua spalla destra nelle loro ricerche scientifiche.

- Toby, interpretato da Igby Rigney, doppiato da Matteo Garofalo: assistente di Camille e ragazzo di Tina.

- Tina, interpretata da Aya Furukawa, doppiata da Chiara Sansone: assistente di Camille e ragazza di Toby.

- Julius, interpretato da Daniel Jun, doppiato da Alessandro Capra: compagno di Napoleon, ha una gatta nera Plutone.

- Mrs. Longfellow, interpretata da Sarah-Jane Redmond, doppiata da Valentina De Marchi: moglie di William Longfellow.

- John Neal, interpretato da Nicholas Lea, doppiato da Antonio Angrisano: giudice che prende in carico il processo ai danni della famiglia Usher e della loro azienda farmaceutica.

- Jenny, interpretata da Molly C. Quinn, doppiata da Giulia Sanna: amica di Prospero che rimane vittima del suo party depravato.

- Faraj, interpretato JayR Tinaco, doppiato da Mattia Billi: amico di Prospero che rimane vittima del suo party depravato..

## Produzione

### Casting
Nell'ottobre 2021, Netflix ha annunciato che Mike Flanagan stava sviluppando una miniserie televisiva basata sull'omonima opera di Edgar Allan Poe. Nel dicembre dello stesso anno, è stato annunciato il cast, composto da: Frank Langella, Carla Gugino, Mary McDonnell, Carl Lumbly, Samantha Sloyan, Rahul Kohli, Henry Thomas, T'Nia Miller, Kate Siegel, Sauriyan Sapkota, Zach Gilford, Katie Parker, Michael Trucco, Malcolm Goodwin, Crystal Balint, Kyleigh Curran, Paola Nuñez, Aya Furukawa, Matt Biedel, Daniel Jun, Ruth Codd, Robert Longstreet, Annabeth Gish e Igby Rigney. Nell'aprile 2022, Frank Langella è stato licenziato per cause interne ed è stato sostituito da Bruce Greenwood.

### Riprese
La lavorazione è iniziata il 31 gennaio 2022 a Vancouver, in Canada, e si è conclusa il 9 luglio dello stesso anno.

## Promozione
Le prime foto promozionali sono state diffuse il 10 agosto 2023, mentre il 13 settembre dello stesso anno è stato pubblicato il trailer ufficiale.

## Distribuzione
Le prime due puntate verranno proiettate in anteprima al Fantastic Fest, tra il 21 e il 28 settembre 2023. La miniserie è stata distribuita globalmente il 12 ottobre 2023 su Netflix.

## Riconoscimenti
- 2024 – Critics' Choice Awards[12]
  - Candidatura alla miglior attrice di supporto in una miniserie o film televisivo per Mary McDonnell
  - Candidatura alla miglior attrice di supporto in una miniserie o film televisivo per Willa Fitzgerald
  - Candidatura alla miglior attrice in una miniserie o film televisivo per Carla Gugino

## Accoglienza

### Pubblico
La caduta della casa degli Usher ha debuttato nella sua prima settimana con 6 milioni di telespettatori, rendendola la miniserie televisiva in lingua inglese più guardata e la terza miniserie televisiva più vista della settimana, dopo la serie televisiva francese Lupin e il documentario Beckham. La settimana successiva, è la seconda miniserie televisiva più vista su Netflix, con 7.9 milioni di telespettatori.

### Critica
Sull'aggregatore di recensioni Rotten Tomatoes la miniserie ottiene il 90% delle recensioni positive, con un voto medio di 7.9/10 su 105 critiche. Mentre, Metacritic le ha assegnato un punteggio di 73/100 sulla base di 33 critiche, indicando "recensioni generalmente positive". La produzione, la regia e il montaggio sono stati lodati da numerosi critici, insieme alle interpretazioni di Carla Gugino, Bruce Greenwood e Mark Hamill.